# Comitê Nobel de Química

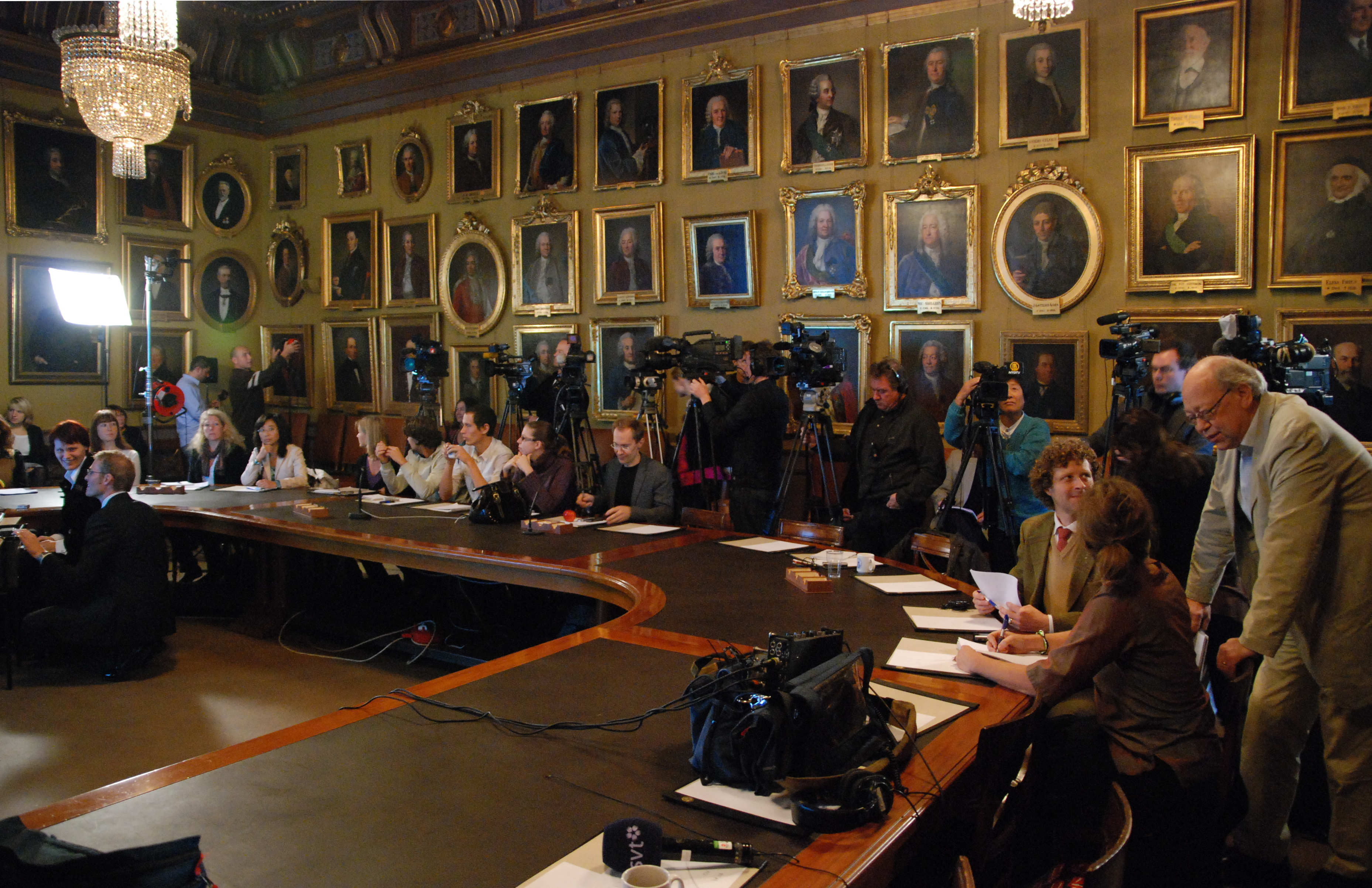
Anúncio do Nobel de Química 2008.

O Comitê Nobel de Química em inglês:  Nobel Committee for Chemistry) é o Comitê Nobel responsável pela indicação dos candidatos ao Nobel de Química. O comitê é indicado pela Academia Real das Ciências da Suécia. Consiste usualmente de professores de física da Suécia, membros da academia, embora a academia possa designar qualquer pessoa para integrar o comitê.
O comitê forma um corpo de tyrabalho com poder de decisão, sendo a decisão final para o Nobel de Química tomada pelo corpo integral da Academia Real das Ciências da Suécia, após uma primeira discussão do Corpo Acadêmico de Química.

## Membros atuais
Os membros atuais do comitê são:
- Lars Thelander, chairman
- Jan-Erling Bäckvall
- Måns Ehrenberg
- Astrid Gräslund, também secretário
- Sven Lidin

## Secretário
O secretário participa das reuniões, mas não tem direito a voto, a não ser que seja também membro do comitê. Até 1973 o Comitê Nobel de Física e o Comitê Nobel de Química compartilhavam um mesmo secretário.
- Arne Westgren (1926–1943)
- Arne Ölander (1943–1965)
- Arne Magnéli (1966–1986)
- Peder Kierkegaard (1987–1995)
- Astrid Gräslund (1996–, também membro 2010–)

## Membros anteriores
- Oskar Widman, 1900–1928
- Per Teodor Cleve, 1900–1905
- Otto Pettersson, 1900–1912
- Johan Peter Klason, 1900–1925
- Henrik Gustaf Söderbaum, 1900–1933
- Olof Hammarsten, 1905–1926
- Åke Gerhard Ekstrand, 1913–1924
- The Svedberg, 1925–1964
- Wilhelm Palmær, 1926–1942
- Ludvig Ramberg, 1927–1940
- Hans von Euler-Chelpin, 1929–1946
- Bror Holmberg, 1934–1953
- Arne Westgren, 1942–1964 (chairman 1944-1964)
- Arne Fredga, 1944–1975 (chairman 1972-1975)
- Arne Tiselius, 1947–1971 (chairman 1965-1971)
- Karl Myrbäck, 1954–1975
- Gunnar Hägg, 1965–1976 (chairman 1976)
- Arne Ölander, 1965–1974
- Einar Stenhagen, 1972–1973
- Bo G. Malmström, 1973–1988 (chairman 1977-1988)
- Göran Bergson, 1974–1984
- Stig Claesson, 1975–1983
- Bengt Lindberg, 1976–?
- Lars Ernster, 1977–1988
- Sture Forsén, 1983–1995
- Ingvar Lindqvist, 1986–?  (associate 1985)
- Björn Roos, 1988–2000 (associate 1986-1987)
- Salo Gronowitz, 1988–1996 (associate 1986-1987, chairman 1991-1996)
- Bertil Andersson, 1989–1997
- Carl-Ivar Brändén, 1990–2000
- Lennart Eberson, 1995–? (associate -1994, chairman 1997-)
- Ingmar Grenthe, 1999–? (associate -1995)
- Torvard C. Laurent, 1996–1998 (associate 1992-1995)
- Bengt Nordén, 1998–?
- Gunnar von Heijne, 2001-2009 (chairman 2007-2009)
- Håkan Wennerström, 2001-2009